# Christoph Wilhelm von Kalckstein
Christoph Wilhelm von Kalckstein (17. října 1682, Pomořansko – 2. června 1759, Berlín) byl pruský generál (později polní maršál), který se významně podílel na pruských vítězstvích v období válek o rakouské dědictví.
Vojenskou kariéru zahájil v hesensko-kasselském granátnickém pluku ve válce o španělské dědictví, kde byl pobočníkem prince Fridricha Hesensko-kasselského, pozdějšího švédského krále Frederika I. Později vstoupil do pruské armády, kde mimo jiné bojoval v Pomořansku proti Švédsku ve Velké severní válce. V roce 1718 ho pruský král Fridrich Vilém I. přidělil jako vychovatele korunnímu princi Fridrichovi. V této funkci zůstal téměř 11 let. Situaci mu komplikovalo zhoršení vztahů mezi otcem a synem, které se marně snažil usmiřovat. V dalších letech byl velitelem pěšího pluku, který patřil díky jeho výcviku k nejlepším v pruské armádě. Vyznamenal se zejména ve slezských válkách poté, co se jeho bývalý žák stal králem jako Fridrich II. V roce 1741 přispěl k vítězství v bitvě u Mollwitz a podařilo se mu dobýt Brieg (Brzeg), čímž se dostal Prusům do rukou důležitý válečný materiál. Za své služby byl odměněn Řádem černé orlice a stal se guvernérem pevnosti Glogau (Glogów). Své vojenské schopnosti znovu dokázal v bitvě u Chotusic. Zúčastnil se také obsazení Prahy v roce 1744 a byl i u dalšího pruského vítězství v bitvě u Hohenfriedbergu v roce 1745. V roce 1747 byl jmenován polním maršálem a následujícího roku ho Fridrich II. ustanovil vychovatelem svých synů.[ujasnit]

## Exulanti
V letech 1741–1742 působil jako prostředník mezi pruským králem Fridrichem II. a zástupci českých tajných evangelíků. Výsledkem schůzky, k níž došlo na základě iniciativy z české strany, byla dohoda, která umožnila tajným evangelíkům hromadně emigrovat do pruského Slezska pod ochranou červeného šátku pruské armády. Prvním útočištěm exulantů byl Münsterberg. Vlastní akce organizoval český kněz Jan Liberda, jenž k tomu dostal od pruského krále plnou moc. Generál Kalckstein byl králem pověřován i vedením zvláštních sociálních a smírčích soudů v Prusku, mimo jiné se zabýval i vyšetřováním sporů českých exulantů v Berlíně v roce 1747. Christoph Wilhelm von Kalckstein byl luterán.
Úkolem pomáhat exulantům byl pověřen i Leopold I. Anhaltsko-Desavský, jehož vojska se zdržovala u saských hranic.